# 福島民報出版文化賞
福島民報出版文化賞（ふくしまみんぽうしゅっぱんぶんかしょう）は、福島県内の優れた出版物をたたえ出版文化の向上を図る目的で、昭和53年に福島民報が福島県と福島県教育委員会の後援を受けて創設された賞。